# Connarus planchonianus
Connarus planchonianus är en tvåhjärtbladig växtart som beskrevs av Schellenb.. Connarus planchonianus ingår i släktet Connarus och familjen Connaraceae. Inga underarter finns listade i Catalogue of Life.